# إيمي موريسون
إيمي موريسون (بالإنجليزية: Amy Morrison)‏ هي ممثلة نيوزيلندية، ولدت في 18 يوليو 1984 في نيوزيلندا.

## وصلات خارجية
- إيمي موريسون على موقع IMDb (الإنجليزية)
- إيمي موريسون على موقع قاعدة بيانات الفيلم (الإنجليزية)